# Histoire des Bills de Buffalo
L'histoire des Bills de Buffalo, équipe de football américain, débute en 1960. L'équipe devient l'un des membres fondateurs de l'American Football League (AFL) dont elle gagnera le titre à deux reprises en 1964 et 1965. Dans le cadre de la fusion AFL-NFL en 1970, les Buffalo rejoignent l'American Football Conference - East (AFC - Est). Cette équipe est aussi connue pour avoir participé entre 1990 et 1993 à quatre Super Bowl consécutifs sans jamais gagner.

## Avant 1960
Les Bills ne furent pas la première équipe à jouer dans la ville de Buffalo. En 1918, une franchise nommée "Buffalo Niagaras" fut créé, jouant sous divers noms comme les Buffalo All-Americans (entre 1920 et 1923). Cette équipe rejoignit d'ailleurs la NFL en 1920 et finit premier en 1921.
À la fin des années 1930, une autre équipe, les « Buffalo Indians », intégra l'AFL-III. Les "Indians" jouèrent pendant deux ans mais furent interrompue par la seconde guerre mondiale. 
Après la guerre, lorsque l'All-America Football Conference (AAFC)fut fondée, Buffalo dut à nouveau monter une équipe. À l'origine connue comme les « Bisons de Buffalo » (pris aussi par une équipe de Hockey sur glace et de Baseball), elle chercha une nouvelle identité et se renomma en 1947 les « Buffalo Bills ».
À la suite de l'union de l'AAFC et de la NFL, les Buffalo Bills et les Cleveland Browns fusionnèrent, cependant le nom resta assez populaire et fut repris en 1959 pour la naissance de l'équipe actuelle.

## 1960-1985

### Les années AFL
Lorsque Lamar Hunt annonça la formation de l'AFL durant l'été 1959, Harry Wismer, le propriétaire des New-York Titans, proposa à Ralph C. Wilson (propriétaire minoritaire d'autres franchises de football à l'époque) de se joindre à lui pour monter une nouvelle franchise. Hunt lui fit choisir parmi cinq villes dont Miami, Cincinnati et Buffalo. Il finit par se tourner vers cette dernière avec ces mots désormais célèbres : "Count me in with Buffalo."